# Begonia sonderiana
Espèce
Begonia sonderiana est une espèce de plantes de la famille des Begoniaceae.
Elle a été décrite en 1961 par Edgar Irmscher (1887-1968).

## Liste des variétés
Selon Tropicos (23 février 2017) :
- variété Begonia sonderiana var. transgrediens Irmsch.